# NGC 6889
NGC 6889 is een balkspiraalstelsel in het sterrenbeeld Telescoop. Het hemelobject werd op 9 juni 1836 ontdekt door de Britse astronoom John Herschel.

## Synoniemen
- ESO 186-29
- IRAS 20151-5406
- PGC 64464